# Videm
Videm é um município da Eslovênia. A sede do município fica na localidade de Videm pri Ptuju.